# Рутс-регги
Рутс-регги — поджанр регги, музыкальный стиль, возникший на основе раннего регги в конце 1960-х и начале 1970-х. Лирика посвящена повседневной жизни и чаяниям африканцев, религии растафари, освобождению чернокожих, революции и почитанию Джа.

## История
После визита Хайле Селассие на Ямайку в 1966 году стало возрастать влияние религиозного движения растафари и в текстах регги песен всё чаще стали встречаться духовные темы. В частности с этим связывают ранние релизы в стиле рутс-регги — Blood & Fire Уинстона Холнесса (1970) и Conquering Lion Yabby You (1972). Предвыборная кампания Майкла Мэнли и предвыборные волнения в 1972 году также стали лирической темой в песнях рутс-регги, например Police & Thieves Джуниора Марвина и Two Sevens Clash группы Culture.
Рутс-регги получил признание в Европе в 1970-х годах, особенно среди левой белой молодёжи в Западной Европе. Со временем стиль попал в Соединённые Штаты с миграцией ямайцев в Нью-Йорк. Музыка внесла свой вклад, в частности, в развитие хип-хопа.

## Особенности жанра
Лирические темы традиционного регги включают любовь и повседневную жизнь, в то время как тексты рутс-регги посвящаются социальным темам, в частности социальному сознанию. Тексты рутс-регги затрагивают проблемы бедности, угнетения и духовности, в целом показывая влияние растафарианства.
В то время как традиционные ритмы регги варьируются от бодрых и быстрых до более медленных мелодий, рутс-регги отличается «однокапельным» ритмом и более медленным темпом. Характеризуется глубокими басовыми линиями и включением горнов.